# Привольненская сельская община (Ровненская область)
Привольненская сельская община (укр. Привільненська сільська громада) — территориальная община в Дубенском районе Ровненской области Украины.
Административный центр — село Привольное.
Население составляет 5453 человек. Площадь — 152,3 км².
В соответствии с распоряжением Кабинета Министров Украины от 12 июня 2020 года, в состав общины вошла территория Иваньевского, Малосадовского, Молодавского и Привольненского сельских советов Дубенского района.

## Населённые пункты
В состав общины входит 16 сёл:
- Привольное
  - Дубровка
  - Панталия
  - Черешневка
- Иваньевский старостинский округ:
  - Бортница
  - Зелёное
  - Иванье
  - Клещиха
  - Кривуха
  - Лебедянка
- Малосадовский старостинский округ:
  - Великие Сады
  - Малые Сады
  - Придорожное
- Молодавский старостинский округ:
  - Молодаво Первое
  - Молодаво Второе
  - Молодаво Третье